# تیفنباخ
تیفنباخ (به فرانسوی: Tieffenbach) یک کمون در فرانسه با جمعیت ۲۹۵ نفر است که در Canton of La Petite-Pierre واقع شده‌است.